# Bo pensionat
Bo pensionat är ett pensionat i Vickleby på Öland.

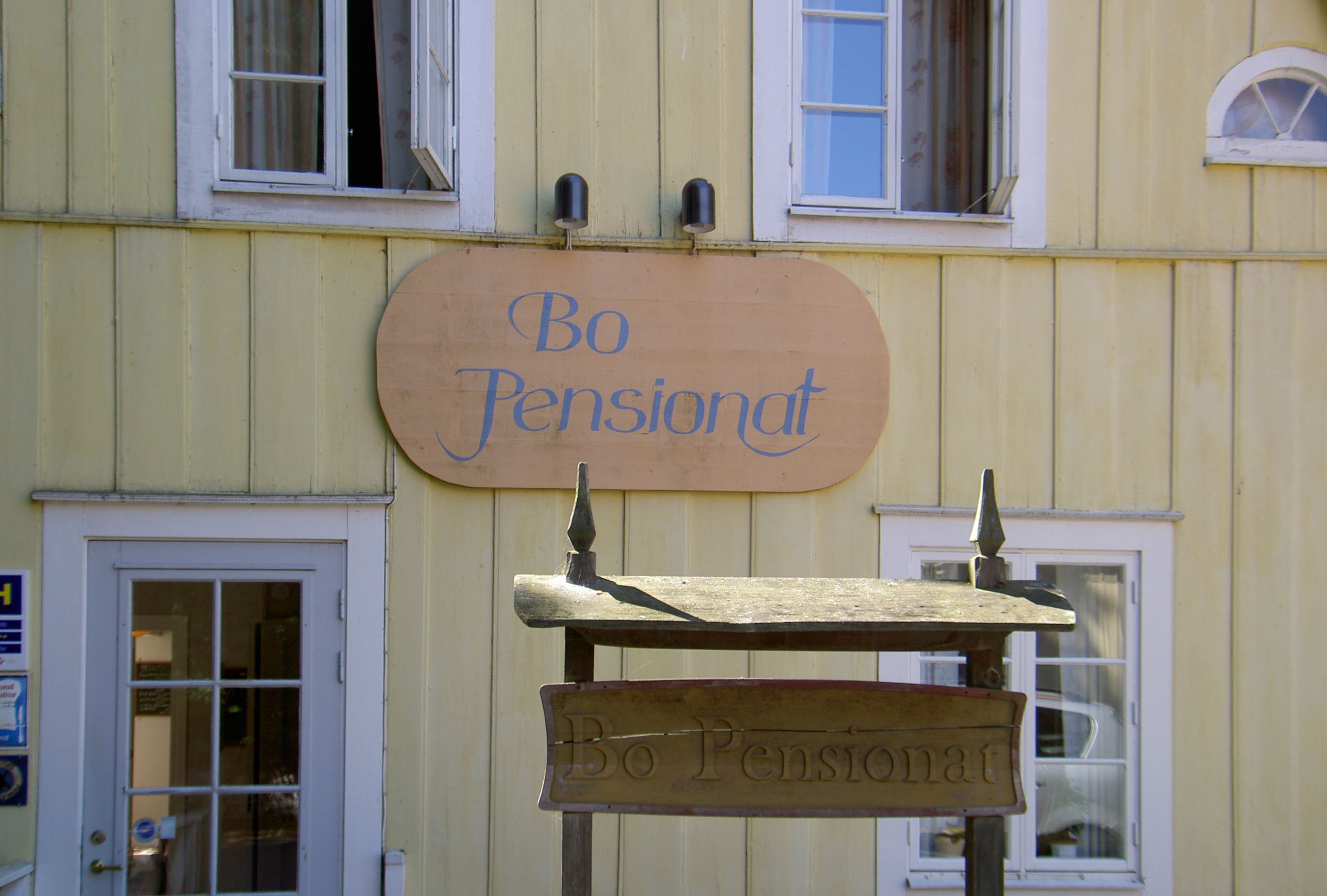

Bo pensionat grundades 1914 i det tidigare kronofogdebostället i Vickleby av Maja Uddenberg (1884–1972) och Gerda Ekström, som var dotter till kyrkoherden i Vickleby. Efter några år blev Maja Uddenberg ensam ägare. 
På 1920-talet bodde ofta konstnärer på pensionat. Maja Uddenberg gifte sig med målaren William Nording och pensionatet blev under 1930- och 1940-talen centrum för konstnärskolonin i Vickleby, också kallad Vicklebyskolan eller Målarna på Bo. Vid pensionatet fanns också Nordings ateljé och groggveranda, "Williams smedja", också kallad "Académie libre de Vickleby", som han fick i present av sin fru på 60-årsdagen 1944.
William Nording och Arthur Percy var centralgestalterna i konstnärskolonin. Arthur Percy hade sitt föräldrahem i Vickleby och var bosatt där om somrarna. Efter 1946 bodde han där året om.